# Oleria radina
Oleria radina är en fjärilsart som beskrevs av Richard Haensch 1909. Oleria radina ingår i släktet Oleria och familjen praktfjärilar. Inga underarter finns listade i Catalogue of Life.